# 长果驼蹄瓣
长果驼蹄瓣（学名：Zygophyllum jaxarticum）为蒺藜科驼蹄瓣属的植物。分布于中亚以及中国大陆的新疆等地，多生长在荒漠区盐渍土壤、盐渍化山前平原或湖滨，目前尚未由人工引种栽培。

## 别名
长果霸王（中国沙漠植物志）